# Torneo Invierno 2000 Primera División 'A'
El Torneo de Invierno 2000 representó la primera vuelta del ciclo futbolístico 2000-2001 de la Primera División A fue el noveno torneo corto y decimoprimera temporada del circuito de plata de fútbol en México.
Esta temporada el equipo La Piedad se erigiría como el club más fuerte del torneo, logrando el liderato general, pero fracasaría al perder contra Gallos de Aguascalientes la final, luego de empate en el juego de "ida" en su estadio fue sorprendido 5-3. Otros favoritos de este torneo eran Veracruz y Toros Neza que tuvieron buen campeonato pero no trascendieron en liguilla. Cabe destacar que el equipo Ángeles de Puebla estableció la peor racha de derrotas consecutivas en un solo torneo para la Liga de Ascenso cuando hilvano 12 derrotas consecutivas entre la jornada 6 y 19.

## Sistema de competición
Los 20 equipos participantes se dividieron en 4 grupos de 5 equipos, juegan todos contra todos a una sola ronda intercambiándose al contrario del torneo de invierno, por lo que cada equipo jugó 19 partidos; al finalizar la temporada regular de 20 jornadas califican a la liguilla los 2 primeros lugares de cada grupo y los 4 mejores ubicados en la tabla general califican al repechaje de donde salen los últimos 2 equipos para la Eliminación directa.
- Fase de calificación: es la fase regular de clasificación que se integra por las 20 jornadas del torneo de aquí salen los mejores 8 equipos para la siguiente fase.
- Fase final: se sacarán o calificarán los mejores 8 de la tabla general y se organizarán los cuartos de final con el siguiente orden: 1º vs 8º, 2º vs 7º, 3º vs 6º y 4º vs 5º, siguiendo así con semifinales, y por último la final, todos los partidos de la fase final serán de ida y vuelta.

### Fase de calificación
En la fase de calificación participaron 20 clubes de la Primera División A profesional jugando todos contra todos durante las 20 jornadas respectivas, a un solo partido.
Se observará el sistema de puntos. La ubicación en la tabla general está sujeta a lo siguiente:
- Por juego ganado se obtendrán tres puntos.
- Por juego empatado se obtendrá un punto.
- Por juego perdido no se otorgan puntos.

El orden de los clubes al final de la Fase de Calificación del torneo corresponderá a la suma de los puntos obtenidos por cada uno de ellos y se presentará en forma descendente. Si al finalizar las 20 jornadas del torneo, dos o más clubes estuviesen empatados en puntos, su posición en la Tabla General será determinada atendiendo a los siguientes criterios de desempate:
1. Mejor diferencia entre los goles anotados y recibidos.
2. Mayor número de goles anotados.
3. Marcadores particulares entre los clubes empatados.
4. Mayor número de goles anotados como visitante.
5. Mejor ubicación en la Tabla General de Cocientes.
6. Tabla Fair Play.
7. Sorteo.

Participan por el título de Campeón de la Primera División 'A' en el Torneo Invierno 2000, automáticamente los primeros 4 lugares de cada grupo sin importar su ubicación en la tabla general calificaran, más los segundos mejores 4 lugares de cada grupo, si algún segundo lugar se ubicara bajo los primeros 8 lugares de la tabla general accederá a una fase de reclasificación contra un tercer o cuarto lugar ubicado entre los primeros ocho lugares de la tabla general. Tras la fase de reclasificación los equipos clasificados a cuartos de final por el título serán 8; estos se ordenarán según su posición general en la tabla, si alguno más bajo eliminara a uno más alto, los equipos se recorrerán según su lugar obtenido.

### Fase final
- Calificarán los mejores ocho equipos de la tabla general jugando cuartos de final en el siguiente orden de enfrentamiento, que será el mejor contra el peor equipo

clasificado:
- 1° vs 8°
- 2° vs 7°
- 3° vs 6°
- 4° vs 5°

- En semifinales participarán los cuatro clubes vencedores de cuartos de final, reubicándolos del uno al cuatro, de acuerdo a su mejor posición en la Tabla General de Clasificación al término de la jornada 21, enfrentándose 1° vs 4° y 2° vs 3°.

- Disputarán el título de Campeón del Torneo Invierno 2000 los dos clubes vencedores de la fase semifinal.

Todos los partidos de esta fase serán en formato de ida y vuelta, eligiendo siempre el club que haya quedado mejor ubicado en la Tabla General de Clasificación el horario de su partido como local.
Este torneo el club que ganara el título obtiene su derecho de ser necesario el juego de ascenso a Primera División Profesional; para que tal juego se pueda efectuar deberá haber un ganador distinto el Torneo de Verano 2001, en caso de que el campeón vigente lograra ganar del siguiente campeonato, este ascenderá automáticamente sin necesidad de jugar esta serie.

## Equipos participantes
En el Draft de la Primera A de 2000; se continua el proyecto de filiales con equipos de Primera División, solo hubo un cambio de equipo con nombre y sede. Jaguares de Colima se convirtió en Halcones de Querétaro.
El club que descendió a Segunda División fue Halcones de Querétaro el club ascendió de Segunda División fue Potros Marte; el equipo que descendió de Primera División fue Toros Neza.
| Entidad Federativa | N.º | Equipos                          |
| ------------------ | --- | -------------------------------- |
| Puebla             | 2   | Ángeles de Puebla y Lobos UAP    |
| Morelos            | 2   | Zacatepec y Potros Marte         |
| Estado de México   | 2   | Atlético Mexiquense y Toros Neza |
| Jalisco            | 1   | Atlético Bachilleres             |
| Chihuahua          | 1   | Tigres de Ciudad Juárez          |
| Tamaulipas         | 1   | Correcaminos                     |
| Michoacán          | 1   | La Piedad                        |
| Estado de Hidalgo  | 1   | Cruz Azul Hidalgo                |
| Querétaro          | 1   | Halcones de Querétaro            |
| Aguascalientes     | 1   | Gallos de Aguascalientes         |
| Baja California    | 1   | Nacional Tijuana                 |
| Zacatecas          | 1   | Zacatecas                        |
| San Luis Potosí    | 1   | Real San Luis                    |
| Saltillo           | 1   | Saltillo                         |
| Yucatán            | 1   | Yucatán                          |
| Veracruz           | 1   | Veracruz                         |

## Información de los equipos
| Equipo                  | Entrenador              | Estadio                   | Capacidad | Ciudad                                | Patrocinador                    | Kit          |
| ----------------------- | ----------------------- | ------------------------- | --------- | ------------------------------------- | ------------------------------- | ------------ |
| Aguascalientes          | Antonio Ascencio        | Municipal                 | 10,000    | Aguascalientes, Aguascalientes        | Cemento Monterrey               | Marval       |
| Alacranes de Durango    | Bandera de México       | Francisco Zarco           | 15,000    | Durango, Durango                      | Cervecería Cuauhtémoc-Moctezuma | Atlética     |
| Ángeles de Puebla       | Guillermo Vázquez Mejía | Cuauhtémoc                | 42,648    | Puebla, Puebla                        | Volkswagen                      | Atlética     |
| Atlético Mexiquense     | Bandera de México       | La Bombonera              | 35,000    | Toluca, Estado de México              | Cerveza Victoria                | Atlética     |
| Atlético Yucatán        | Jorge Luis Aude         | Carlos Iturralde Rivero   | 22,150    | Mérida                                | Coca-Cola                       | Pemol Sport  |
| Bachilleres             | Bandera de México       | Jalisco                   | 56,713    | Guadalajara, Jalisco                  | Pepsi-Cola                      | Corona Sport |
| Correcaminos            | Bandera de México       | Marte R. Gómez            | 18,943    | Ciudad Victoria, Tamaulipas           | Cerveza Sol                     | Atlética     |
| Cruz Azul Hidalgo       | Rolando Mejía           | 10 de diciembre           | 10,485    | Ciudad Cooperativa Cruz Azul, Hidalgo | Cemento Cruz Azul               | Fila         |
| Potros Marte            | Arturo Vazquez Ayala    | Centenario                | 15,800    | Cuernavaca, Morelos                   | Pegaso                          | Garcis       |
| La Piedad               | Cristóbal Ortega        | Juan N. Lopez             | 17,648    | La Piedad, Michoacán                  | Cerveza Sol                     | Marval       |
| Lobos UAP               | Arturo Avilés           | Olímpico Ignacio Zaragoza | 22,000    | Puebla, Puebla                        | Pegaso                          | Heat Sport   |
| Nacional Tijuana        | Bandera de México       | Cerro Colorado            | 12,789    | Tijuana, Baja California              | Cemento Tolteca                 | Atlética     |
| Querétaro               | Bandera de México       | Corregidora               | 40,000    | Querétaro, Querétaro                  | Cerveza Sol                     | Atlética     |
| RS Zacatecas            | Bandera de México       | Francisco Villa           | 28,000    | Zacatecas, Zacatecas                  | Cerveza Corona                  | Corona Sport |
| Saltillo                | José Treviño            | Francisco I. Madero       | 15,575    | Saltillo, Coahuila                    | Bimbo                           | Aba Sport    |
| Real San Luis           | José Luis Hernández     | Plan de San Luis          | 23,000    | San Luis Potosí                       | Cerveza Sol                     | Atlética     |
| Tigres de Ciudad Juárez | Bandera de México       | Olímpico Benito Juárez    | 22,000    | Ciudad Juárez, Chihuahua              | Cemento Monterrey               | Atlética     |
| Toros Neza              | Nelson Sanhueza         | Neza 86                   | 28,000    | Nezahualcóyotl                        | Autofin                         | Cruzeiro     |
| Veracruz                | Roberto Saporiti        | Luis Pirata Fuente        | 35,000    | Veracruz, Veracruz                    | Cerveza Superior                | Eescord      |
| Zacatepec               | Manuel Aranda           | Agustín Coruco Díaz       | 18,000    | Zacatepec, Morelos                    | Autofin                         | Cruzeiro     |

## Torneo Regular
| Nacional Tijuana    | 1-2 | Durango          | Cerro Colorado      | 28 de julio | 12:30 |
| Real San Luis       | 0-0 | Potros Marte     | Plan de San Luis    | 28 de julio | 20:30 |
| Atlético Mexiquense | 2-1 | Tigres Juárez    | La Bombonera        | 29 de julio | 12:00 |
| Zacatepec           | 0-1 | Saltillo         | Agustín Coruco Díaz | 29 de julio | 15:00 |
| Veracruz            | 1-0 | Querétaro        | Luis Pirata Fuente  | 29 de julio | 16:00 |
| Cruz Azul Hidalgo   | 0-2 | La Piedad        | 10 de diciembre     | 30 de julio | 12:00 |
| Toros Neza          | 2-1 | Atlético Yucatán | Neza 86             | 30 de julio | 12:00 |
| Correcaminos        | 0-2 | Aguascalientes   | Marte R. Gómez      | 30 de julio | 12:00 |
| Ángeles de Puebla   | 1-1 | Lobos UAP        | Cuauhtémoc          | 30 de julio | 12:00 |
| RS Zacatecas        | 1-0 | Bachilleres      | Francisco Villa     | 30 de julio | 16:00 |

| Querétaro        | 3-2 | Atlético Mexiquense | Corregidora             | 3 de agosto | 16:00 |
| Lobos UAP        | 1-1 | Correcaminos        | O. Ignacio Zaragoza     | 4 de agosto | 15:00 |
| Bachilleres      | 1-1 | Zacatepec           | Jalisco                 | 4 de agosto | 20:30 |
| Potros Marte     | 3-1 | Ángeles de Puebla   | Centenario              | 5 de agosto | 16:00 |
| Atlético Yucatán | 2-0 | Real San Luis       | Carlos Iturralde Rivero | 5 de agosto | 16:30 |
| Aguascalientes   | 2-2 | Cruz Azul Hidalgo   | Municipal               | 5 de agosto | 17:00 |
| Tigres Juárez    | 3-2 | RS Zacatecas        | Olímpico Benito Juárez  | 5 de agosto | 19:00 |
| Durango          | 0-0 | Veracruz            | Francisco Zarco         | 5 de agosto | 20:15 |
| Saltillo         | 0-2 | Toros Neza          | Francisco I. Madero     | 6 de agosto | 15:00 |
| La Piedad        | 1-1 | Nacional Tijuana    | Juan N. Lopez           | 6 de agosto | 16:00 |

| Nacional Tijuana    | 0-1 | Veracruz         | Cerro Colorado      | 11 de agosto | 19:30 |
| Real San Luis       | 0-0 | Saltillo         | Plan de San Luis    | 11 de agosto | 20:30 |
| Atlético Mexiquense | 2-2 | Durango          | La Bombonera        | 12 de agosto | 12:00 |
| Zacatepec           | 4-3 | Tigres Juárez    | Agustín Coruco Díaz | 12 de agosto | 15:00 |
| Toros Neza          | 3-1 | Bachilleres      | Neza 86             | 13 de agosto | 12:00 |
| Ángeles de Puebla   | 4-2 | Atlético Yucatán | Cuauhtémoc          | 13 de agosto | 12:00 |
| Cruz Azul Hidalgo   | 3-3 | Lobos UAP        | 10 de diciembre     | 13 de agosto | 12:00 |
| Correcaminos        | 3-2 | Potros Marte     | Marte R. Gómez      | 13 de agosto | 12:00 |
| La Piedad           | 3-1 | Aguascalientes   | Juan N. Lopez       | 13 de agosto | 16:00 |
| RS Zacatecas        | 2-1 | Querétaro        | Francisco Villa     | 13 de agosto | 16:00 |

| Lobos UAP        | 1-3 | La Piedad           | O. Ignacio Zaragoza     | 18 de agosto | 15:00 |
| Bachilleres      | 1-0 | Real San Luis       | Jalisco                 | 18 de agosto | 20:30 |
| Querétaro        | 1-1 | Zacatepec           | Corregidora             | 19 de agosto | 16:00 |
| Potros Marte     | 0-2 | Cruz Azul Hidalgo   | Centenario              | 19 de agosto | 16:00 |
| Veracruz         | 2-0 | Atlético Mexiquense | Luis Pirata Fuente      | 19 de agosto | 16:00 |
| Atlético Yucatán | 1-0 | Correcaminos        | Carlos Iturralde Rivero | 19 de agosto | 16:30 |
| Aguascalientes   | 1-2 | Nacional Tijuana    | Municipal               | 19 de agosto | 17:00 |
| Tigres Juárez    | 1-2 | Toros Neza          | Olímpico Benito Juárez  | 19 de agosto | 19:00 |
| Durango          | 0-2 | RS Zacatecas        | Francisco Zarco         | 19 de agosto | 20:15 |
| Saltillo         | 2-0 | Ángeles de Puebla   | Francisco I. Madero     | 20 de agosto | 15:00 |

| Zacatepec         | 3-1 | Durango             | Agustín Coruco Díaz | 23 de agosto | 15:00 |
| Cruz Azul Hidalgo | 0-3 | Atlético Yucatán    | 10 de diciembre     | 23 de agosto | 15:00 |
| Ángeles de Puebla | 2-1 | Bachilleres         | Cuauhtémoc          | 23 de agosto | 16:00 |
| La Piedad         | 3-1 | Potros Marte        | Juan N. Lopez       | 23 de agosto | 16:00 |
| Toros Neza        | 1-0 | Querétaro           | Neza 86             | 23 de agosto | 16:00 |
| Aguascalientes    | 1-0 | Lobos UAP           | Municipal           | 23 de agosto | 17:00 |
| Nacional Tijuana  | 1-0 | Atlético Mexiquense | Cerro Colorado      | 23 de agosto | 19:30 |
| RS Zacatecas      | 1-2 | Veracruz            | Francisco Villa     | 23 de agosto | 20:00 |
| Correcaminos      | 2-3 | Saltillo            | Marte R. Gómez      | 23 de agosto | 20:30 |
| Real San Luis     | 3-3 | Tigres Juárez       | Plan de San Luis    | 23 de agosto | 20:30 |

| Atlético Mexiquense | 1-1 | RS Zacatecas      | La Bombonera            | 26 de agosto | 12:00 |
| Lobos UAP           | 1-0 | Nacional Tijuana  | O. Ignacio Zaragoza     | 26 de agosto | 15:00 |
| Potros Marte        | 2-1 | Aguascalientes    | Centenario              | 26 de agosto | 16:00 |
| Veracruz            | 3-1 | Zacatepec         | Luis Pirata Fuente      | 26 de agosto | 16:00 |
| Querétaro           | 0-2 | Real San Luis     | Corregidora             | 26 de agosto | 16:00 |
| Atlético Yucatán    | 1-0 | La Piedad         | Carlos Iturralde Rivero | 26 de agosto | 16:30 |
| Bachilleres         | 3-1 | Correcaminos      | Jalisco                 | 26 de agosto | 18:00 |
| Tigres Juárez       | 2-1 | Ángeles de Puebla | Olímpico Benito Juárez  | 26 de agosto | 19:00 |
| Durango             | 3-1 | Toros Neza        | Francisco Zarco         | 26 de agosto | 20:15 |
| Saltillo            | 1-1 | Cruz Azul Hidalgo | Francisco I. Madero     | 27 de agosto | 15:00 |

| Lobos UAP         | 0-3 | Potros Marte        | O. Ignacio Zaragoza | 1 de septiembre | 15:00 |
| Nacional Tijuana  | 1-2 | RS Zacatecas        | Cerro Colorado      | 1 de septiembre | 19:30 |
| Real San Luis     | 5-2 | Durango             | Plan de San Luis    | 1 de septiembre | 20:30 |
| Correcaminos      | 1-1 | Tigres Juárez       | Marte R. Gómez      | 2 de septiembre | 12:00 |
| Zacatepec         | 5-1 | Atlético Mexiquense | Agustín Coruco Díaz | 2 de septiembre | 15:00 |
| Aguascalientes    | 1-0 | Atlético Yucatán    | Municipal           | 2 de septiembre | 17:00 |
| Toros Neza        | 2-2 | Veracruz            | Neza 86             | 3 de septiembre | 12:00 |
| Ángeles de Puebla | 3-0 | Querétaro           | Cuauhtémoc          | 3 de septiembre | 12:00 |
| Cruz Azul Hidalgo | 1-3 | Bachilleres         | 10 de diciembre     | 3 de septiembre | 12:00 |
| La Piedad         | 2-1 | Saltillo            | Juan N. Lopez       | 3 de septiembre | 16:00 |

| Bachilleres         | 4-1 | La Piedad         | Jalisco                 | 8 de septiembre  | 20:30 |
| Atlético Mexiquense | 1-1 | Toros Neza        | La Bombonera            | 9 de septiembre  | 12:00 |
| Querétaro           | 2-1 | Correcaminos      | Corregidora             | 9 de septiembre  | 16:00 |
| Potros Marte        | 2-0 | Nacional Tijuana  | Centenario              | 9 de septiembre  | 16:00 |
| Veracruz            | 3-3 | Real San Luis     | Luis Pirata Fuente      | 9 de septiembre  | 16:00 |
| Atlético Yucatán    | 1-1 | Lobos UAP         | Carlos Iturralde Rivero | 9 de septiembre  | 16:30 |
| RS Zacatecas        | 1-0 | Zacatepec         | Francisco Villa         | 9 de septiembre  | 19:00 |
| Tigres Juárez       | 1-0 | Cruz Azul Hidalgo | Olímpico Benito Juárez  | 9 de septiembre  | 19:00 |
| Durango             | 3-0 | Ángeles de Puebla | Francisco Zarco         | 9 de septiembre  | 20:15 |
| Saltillo            | 1-1 | Aguascalientes    | Francisco I. Madero     | 10 de septiembre | 15:00 |

| Lobos UAP         | 2-4 | Saltillo            | O. Ignacio Zaragoza | 15 de septiembre | 15:00 |
| Nacional Tijuana  | 0-0 | Zacatepec           | Cerro Colorado      | 15 de septiembre | 19:30 |
| Potros Marte      | 3-1 | Atlético Yucatán    | Centenario          | 16 de septiembre | 16:00 |
| Aguascalientes    | 2-2 | Bachilleres         | Municipal           | 16 de septiembre | 17:00 |
| Real San Luis     | 1-0 | Atlético Mexiquense | Plan de San Luis    | 16 de septiembre | 20:30 |
| Ángeles de Puebla | 1-2 | Veracruz            | Cuauhtémoc          | 17 de septiembre | 12:00 |
| Correcaminos      | 5-2 | Durango             | Marte R. Gómez      | 17 de septiembre | 12:00 |
| Cruz Azul Hidalgo | 1-0 | Querétaro           | 10 de diciembre     | 17 de septiembre | 12:00 |
| Toros Neza        | 1-2 | RS Zacatecas        | Neza 86             | 17 de septiembre | 12:00 |
| La Piedad         | 3-0 | Tigres Juárez       | Juan N. Lopez       | 17 de septiembre | 16:00 |

| Bachilleres         | 4-1 | Lobos UAP         | Jalisco                 | 22 de septiembre | 20:30 |
| Atlético Mexiquense | 2-1 | Ángeles de Puebla | La Bombonera            | 23 de septiembre | 12:00 |
| Zacatepec           | 0-0 | Toros Neza        | Agustín Coruco Díaz     | 23 de septiembre | 15:00 |
| Querétaro           | 0-3 | La Piedad         | Corregidora             | 23 de septiembre | 16:00 |
| Veracruz            | 4-3 | Correcaminos      | Luis Pirata Fuente      | 23 de septiembre | 16:00 |
| Atlético Yucatán    | 3-3 | Nacional Tijuana  | Carlos Iturralde Rivero | 23 de septiembre | 16:30 |
| RS Zacatecas        | 1-1 | Real San Luis     | Francisco Villa         | 23 de septiembre | 19:00 |
| Tigres Juárez       | 3-2 | Aguascalientes    | Olímpico Benito Juárez  | 23 de septiembre | 19:00 |
| Durango             | 2-2 | Cruz Azul Hidalgo | Francisco Zarco         | 23 de septiembre | 20:15 |
| Saltillo            | 2-2 | Potros Marte      | Francisco I. Madero     | 24 de septiembre | 15:00 |

| Lobos UAP         | 0-1 | Tigres Juárez       | O. Ignacio Zaragoza     | 29 de septiembre | 15:00 |
| Nacional Tijuana  | 1-1 | Toros Neza          | Cerro Colorado          | 29 de septiembre | 19:30 |
| Real San Luis     | 2-1 | Zacatepec           | Plan de San Luis        | 29 de septiembre | 20:30 |
| Potros Marte      | 2-2 | Bachilleres         | Centenario              | 30 de septiembre | 16:00 |
| Atlético Yucatán  | 2-1 | Saltillo            | Carlos Iturralde Rivero | 30 de septiembre | 16:30 |
| Aguascalientes    | 1-0 | Querétaro           | Municipal               | 30 de septiembre | 17:00 |
| Ángeles de Puebla | 0-3 | RS Zacatecas        | Cuauhtémoc              | 1 de octubre     | 12:00 |
| Cruz Azul Hidalgo | 2-1 | Veracruz            | 10 de diciembre         | 1 de octubre     | 12:00 |
| Correcaminos      | 4-0 | Atlético Mexiquense | Marte R. Gómez          | 1 de octubre     | 12:00 |
| La Piedad         | 4-0 | Durango             | Juan N. Lopez           | 1 de octubre     | 16:00 |

| Bachilleres         | 2-2 | Atlético Yucatán  | Jalisco                | 6 de octubre | 20:30 |
| Atlético Mexiquense | 1-0 | Cruz Azul Hidalgo | La Bombonera           | 7 de octubre | 12:00 |
| Zacatepec           | 5-3 | Ángeles de Puebla | Agustín Coruco Díaz    | 7 de octubre | 15:00 |
| Querétaro           | 0-0 | Lobos UAP         | Corregidora            | 7 de octubre | 16:00 |
| Veracruz            | 1-1 | La Piedad         | Luis Pirata Fuente     | 7 de octubre | 16:00 |
| RS Zacatecas        | 1-0 | Correcaminos      | Francisco Villa        | 7 de octubre | 19:00 |
| Tigres Juárez       | 2-3 | Potros Marte      | Olímpico Benito Juárez | 7 de octubre | 19:00 |
| Durango             | 5-3 | Aguascalientes    | Francisco Zarco        | 7 de octubre | 20:15 |
| Toros Neza          | 1-1 | Real San Luis     | Neza 86                | 8 de octubre | 12:00 |
| Saltillo            | 1-1 | Nacional Tijuana  | Francisco I. Madero    | 8 de octubre | 15:00 |

| Lobos UAP         | 4-1 | Durango             | O. Ignacio Zaragoza     | 13 de octubre | 15:00 |
| Nacional Tijuana  | 2-0 | Real San Luis       | Cerro Colorado          | 13 de octubre | 19:30 |
| Potros Marte      | 3-1 | Querétaro           | Centenario              | 14 de octubre | 15:00 |
| La Piedad         | 2-1 | Atlético Mexiquense | Juan N. Lopez           | 14 de octubre | 16:00 |
| Atlético Yucatán  | 2-1 | Tigres Juárez       | Carlos Iturralde Rivero | 14 de octubre | 16:30 |
| Aguascalientes    | 1-2 | Veracruz            | Municipal               | 14 de octubre | 17:00 |
| Cruz Azul Hidalgo | 1-3 | RS Zacatecas        | 10 de diciembre         | 15 de octubre | 12:00 |
| Correcaminos      | 3-3 | Zacatepec           | Marte R. Gómez          | 15 de octubre | 12:00 |
| Ángeles de Puebla | 1-3 | Toros Neza          | Cuauhtémoc              | 15 de octubre | 12:00 |
| Saltillo          | 3-1 | Bachilleres         | Francisco I. Madero     | 15 de octubre | 15:00 |

| Bachilleres         | 2-3 | Nacional Tijuana  | Jalisco                | 20 de octubre | 20:30 |
| Atlético Mexiquense | 1-2 | Aguascalientes    | La Bombonera           | 21 de octubre | 12:00 |
| Zacatepec           | 2-3 | Cruz Azul Hidalgo | Agustín Coruco Díaz    | 21 de octubre | 15:00 |
| Querétaro           | 0-1 | Atlético Yucatán  | Corregidora            | 21 de octubre | 16:00 |
| Veracruz            | 1-1 | Lobos UAP         | Luis Pirata Fuente     | 21 de octubre | 16:00 |
| Real San Luis       | 2-0 | Ángeles de Puebla | Plan de San Luis       | 21 de octubre | 16:30 |
| RS Zacatecas        | 1-0 | La Piedad         | Francisco Villa        | 21 de octubre | 19:00 |
| Tigres Juárez       | 1-0 | Saltillo          | Olímpico Benito Juárez | 21 de octubre | 19:00 |
| Durango             | 0-5 | Potros Marte      | Francisco Zarco        | 21 de octubre | 20:15 |
| Toros Neza          | 3-0 | Correcaminos      | Neza 86                | 22 de octubre | 12:00 |

| Saltillo          | 1-1 | Querétaro           | Francisco I. Madero     | 25 de octubre | 15:00 |
| Lobos UAP         | 1-0 | Atlético Mexiquense | O. Ignacio Zaragoza     | 25 de octubre | 15:00 |
| Cruz Azul Hidalgo | 1-1 | Toros Neza          | 10 de diciembre         | 25 de octubre | 15:30 |
| Correcaminos      | 3-1 | Real San Luis       | Marte R. Gómez          | 25 de octubre | 16:00 |
| La Piedad         | 4-2 | Zacatepec           | Juan N. Lopez           | 25 de octubre | 16:00 |
| Atlético Yucatán  | 1-1 | Durango             | Carlos Iturralde Rivero | 25 de octubre | 16:00 |
| Potros Marte      | 3-3 | Veracruz            | Centenario              | 25 de octubre | 17:00 |
| Aguascalientes    | 4-0 | RS Zacatecas        | Municipal               | 25 de octubre | 17:00 |
| Nacional Tijuana  | 2-0 | Ángeles de Puebla   | Cerro Colorado          | 25 de octubre | 19:30 |
| Bachilleres       | 4-1 | Tigres Juárez       | Jalisco                 | 25 de octubre | 20:30 |

| Atlético Mexiquense | 0-2 | Potros Marte      | La Bombonera           | 28 de octubre | 12:00 |
| Zacatepec           | 0-0 | Aguascalientes    | Agustín Coruco Díaz    | 28 de octubre | 15:00 |
| Querétaro           | 0-0 | Bachilleres       | Corregidora            | 28 de octubre | 16:00 |
| Veracruz            | 1-1 | Atlético Yucatán  | Luis Pirata Fuente     | 28 de octubre | 16:00 |
| Real San Luis       | 0-1 | Cruz Azul Hidalgo | Plan de San Luis       | 28 de octubre | 16:30 |
| RS Zacatecas        | 1-0 | Lobos UAP         | Francisco Villa        | 28 de octubre | 19:00 |
| Tigres Juárez       | 1-4 | Nacional Tijuana  | Olímpico Benito Juárez | 28 de octubre | 19:00 |
| Durango             | 1-2 | Saltillo          | Francisco Zarco        | 28 de octubre | 20:15 |
| Toros Neza          | 1-1 | La Piedad         | Neza 86                | 29 de octubre | 12:00 |
| Ángeles de Puebla   | 0-1 | Correcaminos      | Cuauhtémoc             | 29 de octubre | 12:00 |

| Lobos UAP         | 0-0 | Zacatepec           | O. Ignacio Zaragoza     | 3 de noviembre | 15:00 |
| Nacional Tijuana  | 2-0 | Correcaminos        | Cerro Colorado          | 3 de noviembre | 19:30 |
| Bachilleres       | 1-0 | Durango             | Jalisco                 | 3 de noviembre | 20:30 |
| Cruz Azul Hidalgo | 1-0 | Ángeles de Puebla   | 10 de diciembre         | 4 de noviembre | 13:00 |
| Atlético Yucatán  | 1-0 | Atlético Mexiquense | Carlos Iturralde Rivero | 4 de noviembre | 15:30 |
| Aguascalientes    | 3-2 | Toros Neza          | Municipal               | 4 de noviembre | 16:00 |
| Potros Marte      | 2-2 | RS Zacatecas        | Centenario              | 4 de noviembre | 16:00 |
| Tigres Juárez     | 1-2 | Querétaro           | Olímpico Benito Juárez  | 4 de noviembre | 19:00 |
| Saltillo          | 1-0 | Veracruz            | Francisco I. Madero     | 5 de noviembre | 15:00 |
| La Piedad         | 2-1 | Real San Luis       | Juan N. Lopez           | 5 de noviembre | 16:00 |

| Nacional Tijuana    | 2-1 | Querétaro         | Cerro Colorado      | 10 de noviembre | 19:30 |
| Atlético Mexiquense | 4-1 | Saltillo          | La Bombonera        | 11 de noviembre | 12:00 |
| Zacatepec           | 2-3 | Potros Marte      | Agustín Coruco Díaz | 11 de noviembre | 15:00 |
| Veracruz            | 4-0 | Bachilleres       | Luis Pirata Fuente  | 11 de noviembre | 16:00 |
| Real San Luis       | 1-3 | Aguascalientes    | Plan de San Luis    | 11 de noviembre | 16:30 |
| RS Zacatecas        | 2-2 | Atlético Yucatán  | Francisco Villa     | 11 de noviembre | 19:00 |
| Durango             | 2-1 | Tigres Juárez     | Francisco Zarco     | 11 de noviembre | 20:15 |
| Correcaminos        | 2-1 | Cruz Azul Hidalgo | Marte R. Gómez      | 12 de noviembre | 12:00 |
| Ángeles de Puebla   | 1-2 | La Piedad         | Cuauhtémoc          | 12 de noviembre | 12:00 |
| Toros Neza          | 3-1 | Lobos UAP         | Neza 86             | 12 de noviembre | 12:00 |

| Lobos UAP         | 2-0 | Real San Luis       | O. Ignacio Zaragoza     | 18 de noviembre | 15:00 |
| Bachilleres       | 1-0 | Atlético Mexiquense | Jalisco                 | 18 de noviembre | 15:00 |
| Cruz Azul Hidalgo | 0-0 | Nacional Tijuana    | 10 de diciembre         | 18 de noviembre | 15:00 |
| Potros Marte      | 2-2 | Toros Neza          | Centenario              | 18 de noviembre | 15:00 |
| Querétaro         | 2-1 | Durango             | Corregidora             | 18 de noviembre | 15:00 |
| Atlético Yucatán  | 2-2 | Zacatepec           | Carlos Iturralde Rivero | 18 de noviembre | 15:00 |
| Aguascalientes    | 4-2 | Ángeles de Puebla   | Municipal               | 18 de noviembre | 15:00 |
| Tigres Juárez     | 4-0 | Veracruz            | Olímpico Benito Juárez  | 18 de noviembre | 15:00 |
| Saltillo          | 3-1 | RS Zacatecas        | Francisco I. Madero     | 18 de noviembre | 15:00 |
| La Piedad         | 4-0 | Correcaminos        | Juan N. Lopez           | 18 de noviembre | 15:00 |

## Grupos

### Grupo 1
| Pos. | Equipo               | Pts. | PJ | G  | E | P  | GF | GC | Dif. | Clasificación                   |
| ---- | -------------------- | ---- | -- | -- | - | -- | -- | -- | ---- | ------------------------------- |
| 1    | Veracruz             | 37   | 19 | 10 | 7 | 2  | 35 | 24 | +11  | Cuartos de final de la liguilla |
| 2    | Toros Neza           | 32   | 19 | 8  | 8 | 3  | 31 | 21 | +10  | Cuartos de final de la liguilla |
| 3    | Atlético Bachilleres | 29   | 19 | 8  | 5 | 6  | 33 | 28 | +5   |                                 |
| 4    | Halcones             | 16   | 19 | 4  | 4 | 11 | 14 | 27 | −13  |                                 |
| 5    | Atlético Mexiquense  | 15   | 19 | 4  | 3 | 12 | 18 | 32 | −14  |                                 |

 Fuente: [cita requerida]

### Grupo 2
| Pos. | Equipo           | Pts. | PJ | G  | E | P | GF | GC | Dif. | Clasificación                   |
| ---- | ---------------- | ---- | -- | -- | - | - | -- | -- | ---- | ------------------------------- |
| 1    | La Piedad        | 42   | 19 | 13 | 3 | 3 | 41 | 18 | +23  | Cuartos de final de la liguilla |
| 2    | RS de Zacatecas  | 37   | 19 | 11 | 4 | 4 | 29 | 22 | +7   | Cuartos de final de la liguilla |
| 3    | Nacional Tijuana | 30   | 19 | 8  | 6 | 5 | 26 | 19 | +7   | Reclasificación a liguilla      |
| 4    | Saltillo Soccer  | 27   | 19 | 7  | 6 | 6 | 27 | 26 | +1   |                                 |
| 5    | Real San Luis    | 21   | 19 | 5  | 6 | 8 | 23 | 27 | −4   |                                 |

 Fuente: [cita requerida]

### Grupo 3
| Pos. | Equipo             | Pts. | PJ | G | E | P  | GF | GC | Dif. | Clasificación                   |
| ---- | ------------------ | ---- | -- | - | - | -- | -- | -- | ---- | ------------------------------- |
| 1    | Aguascalientes (C) | 31   | 19 | 9 | 4 | 6  | 35 | 28 | +7   | Cuartos de final de la liguilla |
| 2    | Yucatán            | 31   | 19 | 8 | 7 | 4  | 29 | 24 | +5   | Cuartos de final de la liguilla |
| 3    | Tigres Juárez      | 23   | 19 | 7 | 2 | 10 | 31 | 37 | −6   |                                 |
| 4    | Correcaminos UAT   | 21   | 19 | 6 | 3 | 10 | 30 | 36 | −6   |                                 |
| 5    | Ángeles de Puebla  | 10   | 19 | 3 | 1 | 15 | 21 | 41 | −20  |                                 |

 Fuente: [cita requerida]

### Grupo 4
| Pos. | Equipo            | Pts. | PJ | G  | E | P  | GF | GC | Dif. | Clasificación                   |
| ---- | ----------------- | ---- | -- | -- | - | -- | -- | -- | ---- | ------------------------------- |
| 1    | Potros Marte      | 36   | 19 | 10 | 6 | 3  | 42 | 26 | +16  | Cuartos de final de la liguilla |
| 2    | Cruz Azul Hidalgo | 24   | 19 | 6  | 6 | 7  | 22 | 27 | −5   | Reclasificación a liguilla      |
| 3    | Zacatepec         | 20   | 19 | 4  | 8 | 7  | 32 | 32 | 0    |                                 |
| 4    | Lobos UAP         | 19   | 19 | 4  | 7 | 8  | 20 | 28 | −8   |                                 |
| 5    | Durango           | 19   | 19 | 5  | 4 | 10 | 28 | 44 | −16  |                                 |

 Fuente: [cita requerida]

## Tabla general
| Pos. | Equipo               | Pts. | PJ | G  | E | P  | GF | GC | Dif. | Clasificación                   |
| ---- | -------------------- | ---- | -- | -- | - | -- | -- | -- | ---- | ------------------------------- |
| 1    | La Piedad            | 42   | 19 | 13 | 3 | 3  | 41 | 18 | +23  | Cuartos de final de la liguilla |
| 2    | Veracruz             | 37   | 19 | 10 | 7 | 2  | 35 | 28 | +7   | Cuartos de final de la liguilla |
| 3    | RS de Zacatecas      | 37   | 19 | 11 | 4 | 4  | 29 | 22 | +7   | Cuartos de final de la liguilla |
| 4    | Potros Marte         | 36   | 19 | 10 | 6 | 3  | 42 | 26 | +16  | Cuartos de final de la liguilla |
| 5    | Toros Neza           | 32   | 19 | 8  | 8 | 3  | 31 | 21 | +10  | Cuartos de final de la liguilla |
| 6    | Aguascalientes (C)   | 31   | 19 | 9  | 4 | 6  | 35 | 27 | +8   | Cuartos de final de la liguilla |
| 7    | Yucatán              | 31   | 19 | 8  | 7 | 4  | 29 | 24 | +5   | Cuartos de final de la liguilla |
| 8    | Nacional Tijuana     | 30   | 19 | 8  | 6 | 5  | 26 | 19 | +7   | Reclasificación a liguilla      |
| 9    | Atlético Bachilleres | 29   | 19 | 8  | 5 | 6  | 33 | 28 | +5   |                                 |
| 10   | Saltillo Soccer      | 27   | 19 | 7  | 6 | 6  | 27 | 26 | +1   |                                 |
| 11   | Cruz Azul Hidalgo    | 24   | 19 | 6  | 6 | 7  | 22 | 27 | −5   | Reclasificación a liguilla      |
| 12   | Tigres Juárez        | 23   | 19 | 7  | 2 | 10 | 31 | 37 | −6   |                                 |
| 13   | Real San Luis        | 21   | 19 | 5  | 6 | 8  | 23 | 27 | −4   |                                 |
| 14   | Correcaminos UAT     | 21   | 19 | 6  | 3 | 10 | 30 | 36 | −6   |                                 |
| 15   | Zacatepec            | 20   | 19 | 4  | 8 | 7  | 32 | 32 | 0    |                                 |
| 16   | Lobos de la UAP      | 19   | 19 | 4  | 7 | 8  | 20 | 28 | −8   |                                 |
| 17   | Durango              | 19   | 19 | 5  | 4 | 10 | 28 | 44 | −16  |                                 |
| 18   | Halcones             | 16   | 19 | 4  | 4 | 11 | 14 | 27 | −13  |                                 |
| 19   | Atlético Mexiquense  | 15   | 19 | 4  | 3 | 12 | 18 | 32 | −14  |                                 |
| 20   | Ángeles de Puebla    | 10   | 19 | 3  | 1 | 15 | 21 | 41 | −20  |                                 |

 Fuente: [cita requerida]

## Tabla (Porcentual)
| 16                                                          | Saltillo                | 109 | 95 | 1.1473 |
| 17                                                          | Atlético Mexiquense     | 109 | 95 | 1.1473 |
| 18                                                          | Alacranes de Durango    | 65  | 57 | 1.1403 |
| 19                                                          | Halcones de Querétaro   | 108 | 95 | 1.1368 |
| 20                                                          | Tigres de Ciudad Juárez | 106 | 95 | 1.1157 |
| JJ – Juegos ganados; PTS – puntos totales; POR - Porcentaje |                         |     |    |        |

|  |                                       |
|  | Heredó los números de Jaguares Colima |

## Goleadores
| Nombre                   | Equipo           | Goles |
| ------------------------ | ---------------- | ----- |
| Christian Patiño         | La Piedad        | 16    |
| Marco Antonio de Almeida | Zacatepec        | 13    |
| Daniel Rossello          | Atlético Yucatán | 14    |
| Antonio Mohamed          | Potros Marte     | 11    |
| Pablo Bocco              | Toros Neza       | 11    |
| Gabriel García           | Nacional Tijuana | 9     |
| Juan Ángel Paredes       | Potros Marte     | 9     |
| Edson Zwaricz            | Veracruz         | 9     |

| 22 de noviembre, 16:00 | Cruz Azul Hidalgo | 3 - 0 | Nacional Tijuana | 10 de Diciembre, Ciudad Cooperativa |  |

| 25 de noviembre, 12:00                                  | Nacional Tijuana | 1 - 0 | Cruz Azul Hidalgo | Cerro Colorado, Tijuana      |                              |
|                                                         | Daniel Deeke 11' |       |                   | Árbitro(s): José Abramo Lira | Árbitro(s): José Abramo Lira |
| Cruz Azul Hidalgo avanzó 3-1 global a Cuartos de Final. |                  |       |                   |                              |                              |

|  | Reclasificación                                                | Reclasificación                                                | Reclasificación                                                | Reclasificación                                                | Reclasificación                                                |   |   | Cuartos de final                                                       | Cuartos de final                                                       | Cuartos de final                                                       | Cuartos de final                                                       | Cuartos de final                                                       |   |   | Semifinales                                                           | Semifinales                                                           | Semifinales                                                           | Semifinales                                                           | Semifinales                                                           |   |  | Final                                                          | Final                                                          | Final                                                          | Final                                                          | Final                                                          |  |
|  | 22 de noviembre de 2000 (ida) 25 de noviembre de 2000 (vuelta) | 22 de noviembre de 2000 (ida) 25 de noviembre de 2000 (vuelta) | 22 de noviembre de 2000 (ida) 25 de noviembre de 2000 (vuelta) | 22 de noviembre de 2000 (ida) 25 de noviembre de 2000 (vuelta) | 22 de noviembre de 2000 (ida) 25 de noviembre de 2000 (vuelta) |   |   | 29 y 30 de noviembre de 2000 (ida) 2 y 3 de diciembre de 2000 (vuelta) | 29 y 30 de noviembre de 2000 (ida) 2 y 3 de diciembre de 2000 (vuelta) | 29 y 30 de noviembre de 2000 (ida) 2 y 3 de diciembre de 2000 (vuelta) | 29 y 30 de noviembre de 2000 (ida) 2 y 3 de diciembre de 2000 (vuelta) | 29 y 30 de noviembre de 2000 (ida) 2 y 3 de diciembre de 2000 (vuelta) |   |   | 6 y 7 de diciembre de 2000 (ida) 9 y 10 de diciembre de 2000 (vuelta) | 6 y 7 de diciembre de 2000 (ida) 9 y 10 de diciembre de 2000 (vuelta) | 6 y 7 de diciembre de 2000 (ida) 9 y 10 de diciembre de 2000 (vuelta) | 6 y 7 de diciembre de 2000 (ida) 9 y 10 de diciembre de 2000 (vuelta) | 6 y 7 de diciembre de 2000 (ida) 9 y 10 de diciembre de 2000 (vuelta) |   |  | 14 de diciembre de 2000 (ida) 17 de diciembre de 2000 (vuelta) | 14 de diciembre de 2000 (ida) 17 de diciembre de 2000 (vuelta) | 14 de diciembre de 2000 (ida) 17 de diciembre de 2000 (vuelta) | 14 de diciembre de 2000 (ida) 17 de diciembre de 2000 (vuelta) | 14 de diciembre de 2000 (ida) 17 de diciembre de 2000 (vuelta) |  |
|  |                                                                |                                                                |                                                                |                                                                |                                                                |   |   |                                                                        |                                                                        |                                                                        |                                                                        |                                                                        |   |   |                                                                       |                                                                       |                                                                       |                                                                       |                                                                       |   |  |                                                                |                                                                |                                                                |                                                                |                                                                |  |
|  |                                                                |                                                                |                                                                |                                                                |                                                                |   |   |                                                                        |                                                                        |                                                                        |                                                                        |                                                                        |   |   |                                                                       |                                                                       |                                                                       |                                                                       |                                                                       |   |  |                                                                |                                                                |                                                                |                                                                |                                                                |  |
|  |                                                                |                                                                |                                                                |                                                                |                                                                |   |   |                                                                        |                                                                        |                                                                        |                                                                        |                                                                        |   |   |                                                                       |                                                                       |                                                                       |                                                                       |                                                                       |   |  |                                                                |                                                                |                                                                |                                                                |                                                                |  |
|  |                                                                |                                                                |                                                                |                                                                |                                                                |   |   |                                                                        |                                                                        |                                                                        |                                                                        |                                                                        |   |   |                                                                       |                                                                       |                                                                       |                                                                       |                                                                       |   |  |                                                                |                                                                |                                                                |                                                                |                                                                |  |
|  |                                                                |                                                                |                                                                |                                                                |                                                                |   |   |                                                                        |                                                                        |                                                                        |                                                                        |                                                                        |   |   |                                                                       |                                                                       |                                                                       |                                                                       |                                                                       |   |  |                                                                |                                                                |                                                                |                                                                |                                                                |  |
|  |                                                                | 1                                                              | La Piedad                                                      | 1                                                              | 2                                                              | 3 |   |                                                                        |                                                                        |                                                                        |                                                                        |                                                                        |   |   |                                                                       |                                                                       |                                                                       |                                                                       |                                                                       |   |  |                                                                |                                                                |                                                                |                                                                |                                                                |  |
|  |                                                                |                                                                |                                                                |                                                                |                                                                | 3 |   |                                                                        |                                                                        |                                                                        |                                                                        |                                                                        |   |   |                                                                       |                                                                       |                                                                       |                                                                       |                                                                       |   |  |                                                                |                                                                |                                                                |                                                                |                                                                |  |
|  |                                                                |                                                                | 11                                                             | Cruz Azul Hidalgo                                              | 0                                                              | 0 | 0 |                                                                        |                                                                        |                                                                        |                                                                        |                                                                        |   |   |                                                                       |                                                                       |                                                                       |                                                                       |                                                                       |   |  |                                                                |                                                                |                                                                |                                                                |                                                                |  |
|  | 8                                                              | Nacional Tijuana                                               | 11                                                             | Cruz Azul Hidalgo                                              | 0                                                              | 0 | 0 | 0                                                                      | 1                                                                      | 1                                                                      |                                                                        |                                                                        |   |   |                                                                       |                                                                       |                                                                       |                                                                       |                                                                       |   |  |                                                                |                                                                |                                                                |                                                                |                                                                |  |
|  | 8                                                              | Nacional Tijuana                                               |                                                                |                                                                |                                                                |   |   |                                                                        |                                                                        | 1                                                                      |                                                                        |                                                                        |   |   |                                                                       |                                                                       |                                                                       |                                                                       |                                                                       |   |  |                                                                |                                                                |                                                                |                                                                |                                                                |  |
|  | 11                                                             | Cruz Azul Hidalgo                                              | 3                                                              | 0                                                              | 3                                                              |   |   |                                                                        |                                                                        |                                                                        |                                                                        |                                                                        |   |   |                                                                       |                                                                       |                                                                       |                                                                       |                                                                       |   |  |                                                                |                                                                |                                                                |                                                                |                                                                |  |
|  | 11                                                             | Cruz Azul Hidalgo                                              | 3                                                              | 0                                                              | 3                                                              |   |   |                                                                        |                                                                        |                                                                        |                                                                        |                                                                        |   | 1 | La Piedad                                                             | 1                                                                     | 5                                                                     | 6                                                                     |                                                                       |   |  |                                                                |                                                                |                                                                |                                                                |                                                                |  |
|  |                                                                |                                                                |                                                                |                                                                |                                                                |   |   |                                                                        |                                                                        |                                                                        |                                                                        |                                                                        |   | 1 | La Piedad                                                             | 1                                                                     | 5                                                                     | 6                                                                     |                                                                       |   |  |                                                                |                                                                |                                                                |                                                                |                                                                |  |
|  |                                                                |                                                                | 7                                                              | Venados                                                        | 2                                                              | 0 | 2 |                                                                        |                                                                        |                                                                        |                                                                        |                                                                        |   |   |                                                                       |                                                                       |                                                                       |                                                                       |                                                                       |   |  |                                                                |                                                                |                                                                |                                                                |                                                                |  |
|  |                                                                |                                                                | 7                                                              | Venados                                                        | 2                                                              | 0 | 2 |                                                                        |                                                                        |                                                                        |                                                                        |                                                                        |   |   |                                                                       |                                                                       |                                                                       |                                                                       |                                                                       |   |  |                                                                |                                                                |                                                                |                                                                |                                                                |  |
|  |                                                                |                                                                |                                                                |                                                                |                                                                |   |   |                                                                        |                                                                        |                                                                        |                                                                        |                                                                        |   |   |                                                                       |                                                                       |                                                                       |                                                                       |                                                                       |   |  |                                                                |                                                                |                                                                |                                                                |                                                                |  |
|  |                                                                |                                                                |                                                                |                                                                |                                                                |   |   |                                                                        |                                                                        |                                                                        |                                                                        |                                                                        |   |   |                                                                       |                                                                       |                                                                       |                                                                       |                                                                       |   |  |                                                                |                                                                |                                                                |                                                                |                                                                |  |
|  |                                                                | 2                                                              | Veracruz                                                       | 0                                                              | 3                                                              | 3 |   |                                                                        |                                                                        |                                                                        |                                                                        |                                                                        |   |   |                                                                       |                                                                       |                                                                       |                                                                       |                                                                       |   |  |                                                                |                                                                |                                                                |                                                                |                                                                |  |
|  |                                                                |                                                                |                                                                |                                                                |                                                                | 3 |   |                                                                        |                                                                        |                                                                        |                                                                        |                                                                        |   |   |                                                                       |                                                                       |                                                                       |                                                                       |                                                                       |   |  |                                                                |                                                                |                                                                |                                                                |                                                                |  |
|  |                                                                |                                                                | 7                                                              | Venados                                                        | 4                                                              | 2 | 6 |                                                                        |                                                                        |                                                                        |                                                                        |                                                                        |   |   |                                                                       |                                                                       |                                                                       |                                                                       |                                                                       |   |  |                                                                |                                                                |                                                                |                                                                |                                                                |  |
|  |                                                                |                                                                | 7                                                              | Venados                                                        | 4                                                              | 2 | 6 |                                                                        |                                                                        |                                                                        |                                                                        |                                                                        |   |   |                                                                       |                                                                       |                                                                       |                                                                       |                                                                       |   |  |                                                                |                                                                |                                                                |                                                                |                                                                |  |
|  |                                                                |                                                                |                                                                |                                                                |                                                                |   |   |                                                                        |                                                                        |                                                                        |                                                                        |                                                                        |   |   |                                                                       |                                                                       |                                                                       |                                                                       |                                                                       |   |  |                                                                |                                                                |                                                                |                                                                |                                                                |  |
|  |                                                                |                                                                |                                                                |                                                                |                                                                |   |   |                                                                        |                                                                        |                                                                        |                                                                        |                                                                        |   |   |                                                                       |                                                                       |                                                                       |                                                                       |                                                                       |   |  |                                                                |                                                                |                                                                |                                                                |                                                                |  |
|  |                                                                |                                                                |                                                                |                                                                |                                                                |   |   |                                                                        |                                                                        |                                                                        |                                                                        |                                                                        |   |   |                                                                       | 1                                                                     | La Piedad                                                             | 1                                                                     | 3                                                                     | 4 |  |                                                                |                                                                |                                                                |                                                                |                                                                |  |
|  |                                                                |                                                                |                                                                |                                                                |                                                                |   |   |                                                                        |                                                                        |                                                                        |                                                                        |                                                                        |   |   |                                                                       |                                                                       |                                                                       |                                                                       |                                                                       | 4 |  |                                                                |                                                                |                                                                |                                                                |                                                                |  |
|  |                                                                |                                                                | 6                                                              | Aguascalientes                                                 | 1                                                              | 5 | 6 |                                                                        |                                                                        |                                                                        |                                                                        |                                                                        |   |   |                                                                       |                                                                       |                                                                       |                                                                       |                                                                       |   |  |                                                                |                                                                |                                                                |                                                                |                                                                |  |
|  |                                                                |                                                                | 6                                                              | Aguascalientes                                                 | 1                                                              | 5 | 6 |                                                                        |                                                                        |                                                                        |                                                                        |                                                                        |   |   |                                                                       |                                                                       |                                                                       |                                                                       |                                                                       |   |  |                                                                |                                                                |                                                                |                                                                |                                                                |  |
|  |                                                                |                                                                |                                                                |                                                                |                                                                |   |   |                                                                        |                                                                        |                                                                        |                                                                        |                                                                        |   |   |                                                                       |                                                                       |                                                                       |                                                                       |                                                                       |   |  |                                                                |                                                                |                                                                |                                                                |                                                                |  |
|  |                                                                |                                                                |                                                                |                                                                |                                                                |   |   |                                                                        |                                                                        |                                                                        |                                                                        |                                                                        |   |   |                                                                       |                                                                       |                                                                       |                                                                       |                                                                       |   |  |                                                                |                                                                |                                                                |                                                                |                                                                |  |
|  |                                                                | 4                                                              | Potros Marte                                                   | 0                                                              | 3                                                              | 3 |   |                                                                        |                                                                        |                                                                        |                                                                        |                                                                        |   |   |                                                                       |                                                                       |                                                                       |                                                                       |                                                                       |   |  |                                                                |                                                                |                                                                |                                                                |                                                                |  |
|  |                                                                |                                                                |                                                                |                                                                |                                                                | 3 |   |                                                                        |                                                                        |                                                                        |                                                                        |                                                                        |   |   |                                                                       |                                                                       |                                                                       |                                                                       |                                                                       |   |  |                                                                |                                                                |                                                                |                                                                |                                                                |  |
|  |                                                                |                                                                | 5                                                              | Toros Neza                                                     | 0                                                              | 0 | 0 |                                                                        |                                                                        |                                                                        |                                                                        |                                                                        |   |   |                                                                       |                                                                       |                                                                       |                                                                       |                                                                       |   |  |                                                                |                                                                |                                                                |                                                                |                                                                |  |
|  |                                                                |                                                                | 5                                                              | Toros Neza                                                     | 0                                                              | 0 | 0 |                                                                        |                                                                        |                                                                        |                                                                        |                                                                        |   |   |                                                                       |                                                                       |                                                                       |                                                                       |                                                                       |   |  |                                                                |                                                                |                                                                |                                                                |                                                                |  |
|  |                                                                |                                                                |                                                                |                                                                |                                                                |   |   |                                                                        |                                                                        |                                                                        |                                                                        |                                                                        |   |   |                                                                       |                                                                       |                                                                       |                                                                       |                                                                       |   |  |                                                                |                                                                |                                                                |                                                                |                                                                |  |
|  |                                                                |                                                                |                                                                |                                                                |                                                                |   |   |                                                                        |                                                                        |                                                                        |                                                                        |                                                                        |   |   |                                                                       |                                                                       |                                                                       |                                                                       |                                                                       |   |  |                                                                |                                                                |                                                                |                                                                |                                                                |  |
|  |                                                                |                                                                |                                                                |                                                                |                                                                |   |   |                                                                        | 4                                                                      | Potros Marte                                                           | 0                                                                      | 3                                                                      | 3 |   |                                                                       |                                                                       |                                                                       |                                                                       |                                                                       |   |  |                                                                |                                                                |                                                                |                                                                |                                                                |  |
|  |                                                                |                                                                |                                                                |                                                                |                                                                |   |   |                                                                        |                                                                        |                                                                        |                                                                        |                                                                        | 3 |   |                                                                       |                                                                       |                                                                       |                                                                       |                                                                       |   |  |                                                                |                                                                |                                                                |                                                                |                                                                |  |
|  |                                                                |                                                                | 6                                                              | Aguascalientes                                                 | 0                                                              | 4 | 4 |                                                                        |                                                                        |                                                                        |                                                                        |                                                                        |   |   |                                                                       |                                                                       |                                                                       |                                                                       |                                                                       |   |  |                                                                |                                                                |                                                                |                                                                |                                                                |  |
|  |                                                                |                                                                | 6                                                              | Aguascalientes                                                 | 0                                                              | 4 | 4 |                                                                        |                                                                        |                                                                        |                                                                        |                                                                        |   |   |                                                                       |                                                                       |                                                                       |                                                                       |                                                                       |   |  |                                                                |                                                                |                                                                |                                                                |                                                                |  |
|  |                                                                |                                                                |                                                                |                                                                |                                                                |   |   |                                                                        |                                                                        |                                                                        |                                                                        |                                                                        |   |   |                                                                       |                                                                       |                                                                       |                                                                       |                                                                       |   |  |                                                                |                                                                |                                                                |                                                                |                                                                |  |
|  |                                                                |                                                                |                                                                |                                                                |                                                                |   |   |                                                                        |                                                                        |                                                                        |                                                                        |                                                                        |   |   |                                                                       |                                                                       |                                                                       |                                                                       |                                                                       |   |  |                                                                |                                                                |                                                                |                                                                |                                                                |  |
|  |                                                                | 3                                                              | RS de Zacatecas                                                | 2                                                              | 0                                                              | 2 |   |                                                                        |                                                                        |                                                                        |                                                                        |                                                                        |   |   |                                                                       |                                                                       |                                                                       |                                                                       |                                                                       |   |  |                                                                |                                                                |                                                                |                                                                |                                                                |  |
|  |                                                                |                                                                |                                                                |                                                                |                                                                | 2 |   |                                                                        |                                                                        |                                                                        |                                                                        |                                                                        |   |   |                                                                       |                                                                       |                                                                       |                                                                       |                                                                       |   |  |                                                                |                                                                |                                                                |                                                                |                                                                |  |
|  |                                                                |                                                                | 6                                                              | Aguascalientes                                                 | 3                                                              | 1 | 4 |                                                                        |                                                                        |                                                                        |                                                                        |                                                                        |   |   |                                                                       |                                                                       |                                                                       |                                                                       |                                                                       |   |  |                                                                |                                                                |                                                                |                                                                |                                                                |  |
|  |                                                                |                                                                | 6                                                              | Aguascalientes                                                 | 3                                                              | 1 | 4 |                                                                        |                                                                        |                                                                        |                                                                        |                                                                        |   |   |                                                                       |                                                                       |                                                                       |                                                                       |                                                                       |   |  |                                                                |                                                                |                                                                |                                                                |                                                                |  |
|  |                                                                |                                                                |                                                                |                                                                |                                                                |   |   |                                                                        |                                                                        |                                                                        |                                                                        |                                                                        |   |   |                                                                       |                                                                       |                                                                       |                                                                       |                                                                       |   |  |                                                                |                                                                |                                                                |                                                                |                                                                |  |
|  |                                                                |                                                                |                                                                |                                                                |                                                                |   |   |                                                                        |                                                                        |                                                                        |                                                                        |                                                                        |   |   |                                                                       |                                                                       |                                                                       |                                                                       |                                                                       |   |  |                                                                |                                                                |                                                                |                                                                |                                                                |  |
|  |                                                                |                                                                |                                                                |                                                                |                                                                |   |   |                                                                        |                                                                        |                                                                        |                                                                        |                                                                        |   |   |                                                                       |                                                                       |                                                                       |                                                                       |                                                                       |   |  |                                                                |                                                                |                                                                |                                                                |                                                                |  |
|  |                                                                |                                                                |                                                                |                                                                |                                                                |   |   |                                                                        |                                                                        |                                                                        |                                                                        |                                                                        |   |   |                                                                       |                                                                       |                                                                       |                                                                       |                                                                       |   |  |                                                                |                                                                |                                                                |                                                                |                                                                |  |

| Campeón Verano 2000                  |
| ------------------------------------ |
| Gallos de Aguascalientes (1° título) |

| 29 de noviembre, 15:00 | Atlético Yucatán | 4 - 0 | Veracruz | Carlos Iturralde, Mérida |  |

| 2 de diciembre, 16:00                   | Veracruz | 3 - 2 | Atlético Yucatán | Luis Pirata Fuente, Veracruz |  |
| Yucatán avanzó a Semifinales 6-3 global |          |       |                  |                              |  |

| 29 de noviembre, 15:00 | Gallos de Aguascalientes | 3 - 2 | RS Zacatecas | Municipal, Aguascalientes |  |

| 2 de diciembre, 19:00                | RS Zacatecas | 0 - 1 | Gallos de Aguascalientes | Estadio Francisco Villa, Zacatecas |  |
| Gallos avanzó a semifinal 4-2 global |              |       |                          |                                    |  |

| 29 de noviembre, 15:00 | Toros Neza | 0 - 0   | Potros Marte | Estadio Neza 86, Nezahualcóyotl                                       |                                                                       |
|                        |            | Reporte |              | Asistencia: 5,000 espectadores Árbitro(s): Felipe de Jesús Ramos Rizo | Asistencia: 5,000 espectadores Árbitro(s): Felipe de Jesús Ramos Rizo |

| 2 de diciembre, 16:00                      | Potros Marte                                     | 3 - 0 | Toros Neza | Centenario, Cuernavaca                                       |                                                              |
|                                            | Antonio Mohamed 13' 66' · Juan Ángel Paredes 49' |       |            | Asistencia: 10,000 espectadores Árbitro(s): Germán Arredondo | Asistencia: 10,000 espectadores Árbitro(s): Germán Arredondo |
| Potros Marte avanzó a semifinal 3-0 global |                                                  |       |            |                                                              |                                                              |

| 30 de noviembre, 12:00 | Cruz Azul Hidalgo | 0 - 1 | La Piedad           | Estadio 10 de diciembre, Ciudad Cooperativa Cruz Azul              |                                                                    |
|                        |                   |       | Sergio Martinez 31' | Asistencia: 4,000 espectadores Árbitro(s): Marco Antonio Rodríguez | Asistencia: 4,000 espectadores Árbitro(s): Marco Antonio Rodríguez |

| 3 de diciembre, 12:00                   | La Piedad                                    | 2 - 0 | Cruz Azul Hidalgo | Juan N. Méndez, La Piedad                                       |                                                                 |
|                                         | Christian Patiño 61' · Francisco Fonseca 77' |       |                   | Asistencia: 16,000 espectadores Árbitro(s): Edgar Ulises Rangel | Asistencia: 16,000 espectadores Árbitro(s): Edgar Ulises Rangel |
| La Piedad avanzó a semifinal 3-0 global |                                              |       |                   |                                                                 |                                                                 |

| 6 de diciembre, 15:00 | Gallos de Aguascalientes | 0 - 0   | Potros Marte | Municipal, Aguascalientes                                       |                                                                 |
|                       |                          | Reporte |              | Asistencia: 10,000 espectadores Árbitro(s): Jorge Eduardo Gasso | Asistencia: 10,000 espectadores Árbitro(s): Jorge Eduardo Gasso |

| 9 de diciembre, 16:00                | Potros Marte                                     | 3 - 4   | Gallos de Aguascalientes                                        | Centenario, Cuernavaca                                       |                                                              |
|                                      | Juan Ángel Paredes 5' 81' · Alfonso Malibrán 87' | Reporte | Giménez 3' · Domingo Ramírez 38' 80' · José Luis Villaseñor 67' | Asistencia: 6,000 espectadores Árbitro(s): Armando Archundia | Asistencia: 6,000 espectadores Árbitro(s): Armando Archundia |
| Gallos avanzó a semifinal 4-3 global |                                                  |         |                                                                 |                                                              |                                                              |

| 7 de diciembre, 20:00 | Atlético Yucatán  | 1 - 2   | La Piedad                                  | Carlos Iturralde, Mérida                                     |                                                              |
|                       | Rafael Mendoza 4' | Reporte | Carlos Hernández 29' · Sergio Martínez 87' | Asistencia: 17,000 espectadores Árbitro(s): Germán Arredondo | Asistencia: 17,000 espectadores Árbitro(s): Germán Arredondo |

| 10 de diciembre, 12:00                  | La Piedad                                                                                                  | 5 - 0   | Atlético Yucatán | Juan N. López, La Piedad                                         |                                                                  |
|                                         | François Endene 6' · Christian Patiño 21' · Francisco Fonseca 48' · Carlos Hernández 65' · Martín Peña 72' | Reporte |                  | Asistencia: 16,000 espectadores Árbitro(s): José de Jesús Robles | Asistencia: 16,000 espectadores Árbitro(s): José de Jesús Robles |
| La Piedad avanzó a semifinal 7-1 global | |         |                  |                                                                  |                                                                  |

| 14 de diciembre, 16:00 | Gallos de Aguascalientes  | 1 - 1   | La Piedad              | Estadio Municipal, Aguascalientes                            |                                                              |
|                        | Juan Ángel Villaseñor 77' | Reporte | Christian Cásseres 53' | Asistencia: 10,135 espectadores Árbitro(s): José Abramo Lira | Asistencia: 10,135 espectadores Árbitro(s): José Abramo Lira |

| 17 de diciembre, 15:00           | La Piedad                                                               | 3 - 5   | Gallos de Aguascalientes                                                                     | Juan N. Lopez, La Piedad                                     |                                                              |
|                                  | Christian Patiño 20' · Luis Francisco García 28' · Carlos Hernández 33' | Reporte | Domingo Ramírez 2' 30' · Germán Gorsd 51' · Roberto López Segoviano 82' · José G. García 89' | Asistencia: 16,550 espectadores Árbitro(s): Germán Arredondo | Asistencia: 16,550 espectadores Árbitro(s): Germán Arredondo |
| Gallos de Aguascalientes Campeón |                                                                         |         |                                                                                              |                                                              |                                                              |

| Campeón Invierno 2000                    |
| ---------------------------------------- |
| Gallos de Aguascalientes (Primer Título) |

| Predecesor: Verano 2000 | Temporadas de la Primera División 'A' de México Invierno 2000 | Sucesor: Verano 2001 |

- Datos: Q16774728